# Linia kolejowa nr 202
Linia kolejowa nr 202 Gdańsk Główny – Stargard – zelektryfikowana, jedno- i dwutorowa, pierwszorzędna (na odcinku do km 25,377 magistralna) linia kolejowa znaczenia państwowego w województwie pomorskim i zachodniopomorskim.

## Historia do 1945 r.
W 1843 Towarzystwo Kolei Żelaznej Berlińsko-Szczecińskiej (Berlin-Stettiner Eisenbahn-Gesellschaft – BSE) ukończyło budowę linii do Szczecina – pierwszej na Pomorzu; trzy lata później (w 1846) przedłużono ją do Stargardu. Około 10 lat później spółka-córka BSE – Tylnopomorska Kolej Żelazna (Hinterpommersche Eisenbahn) – dostała koncesję na budowę linii dalej na wschód.
W czerwcu 1859 po otwarciu linii do Koszalina stacja w Stargardzie stała się stacją węzłową. Kolejne odcinki powstały na przełomie lat 60. i 70. XIX wieku:
- w lipcu 1869 z Koszalina do Słupska,
- w lipcu 1870 z Gdańska do Sopotu,
- we wrześniu 1870 ze Słupska do Sopotu.

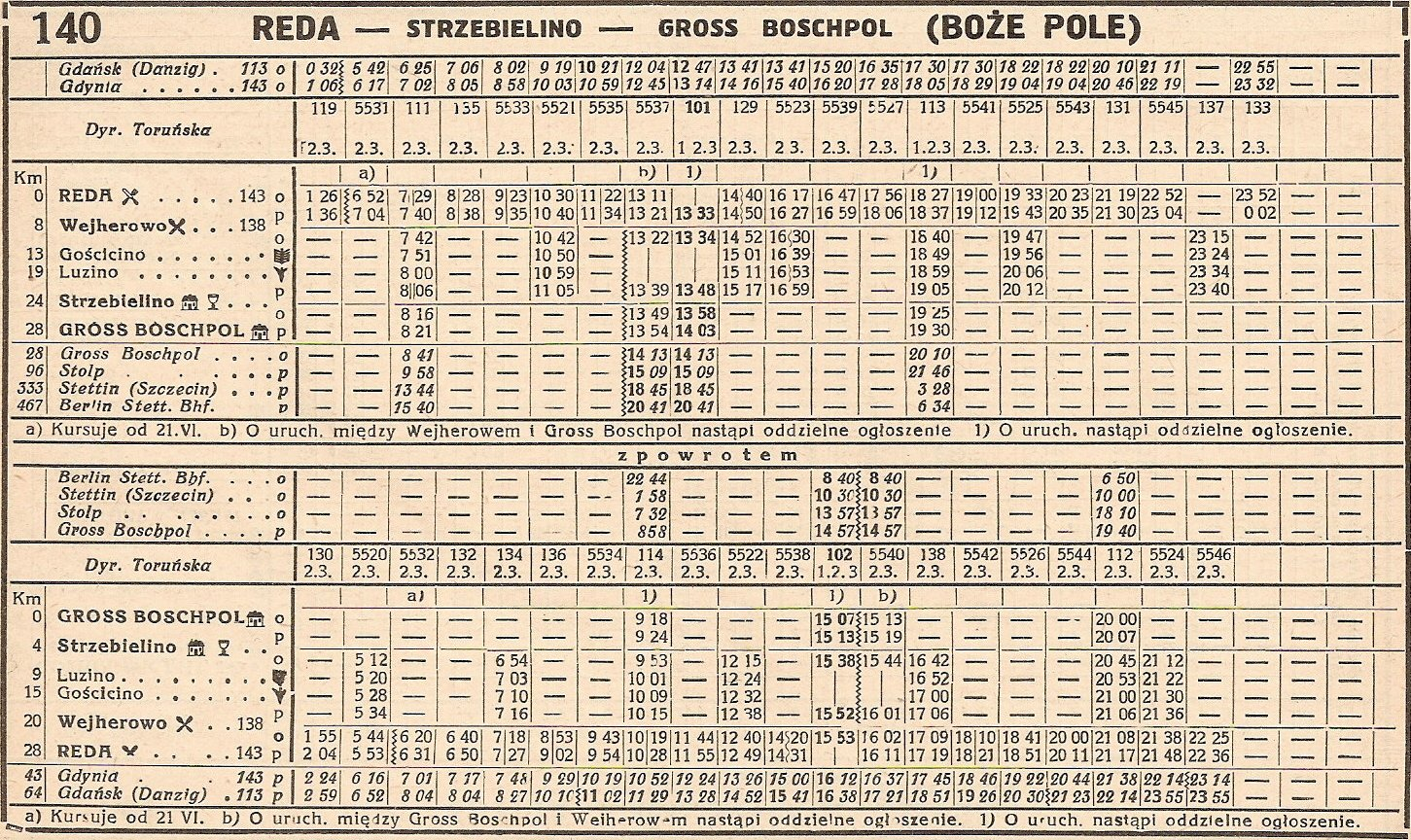
Fragment Urzędowego Rozkładu Jazdy Pociągów (URJP) z 1936 r.

Po zakończeniu I wojny światowej i ukształtowaniu się granic (lata 1918-1920) linia znalazła się w granicach trzech państw: Republiki Weimarskiej (Niemiec), II Rzeczypospolitej (Polski) i Wolnego Miasta Gdańska. Stacjami granicznymi stały się Groß Boschpol (Bożepole Wielkie) (po stronie niemieckiej) i Strzebielino (po stronie polskiej). Ostatnią stacją w granicach Polski przed wjazdem do Wolnego Miasta Gdańska była Kolibki Orłowo (obecnie Gdynia Orłowo). Administrację nad koleją według postanowień traktatu wersalskiego w Wolnym Mieście Gdańsku powierzono kolejom polskim PKP, jednak językiem urzędowym był język niemiecki, toteż nazwy stacji na tym obszarze miały nazewnictwo w tym właśnie języku. Po wybuchu II wojny światowej w 1939 cała linia ponownie znalazła się w granicach Niemiec (III Rzeszy).
Według danych z Urzędowego Rozkładu Jazdy Pociągów P.K.P. z 1936 najwięcej pociągów kursowało na trasie Danzig (Gdańsk Główny)–Zoppot (Sopot) – aż 58 par – i dodatkowo 25 par między Gdańskiem, Gdynią i Redą. Do Wejherowa kursowało 20 par pociągów, do granicy w Strzebielinie 7 par i dodatkowo 1 para do Dworca Szczecińskiego w Berlinie.
Nazwy stacji przed 1945 (na odcinku Gdynia Orłowo – Strzebielino Morskie w latach 1918-1939, jeśli nie podano inaczej – identyczne jak obecnie):
| - Danzig Hauptbahnhof (wcześniej: Danzig) → Gdańsk Główny - Danzig Langfuhr → Gdańsk Wrzeszcz - Danzig Flughafen (wcześniej: Gdańsk Lotnisko) → Gdańsk Zaspa - Danzig Oliva → Gdańsk Oliwa - Zoppot → Sopot - Adlershorst (wcześniej: Kolibki Orłowo) → Gdynia Orłowo - Gotenhafen (wcześniej: Gdingen, Gdynia) → Gdynia Główna - Kielau → Gdynia Chylonia - Johannesdorf → Rumia Janowo - Rahmel (wcześniej: Rumja Zagórze) → Rumia - Rheda (Westpreußen) → Reda - Neustadt (Westpreußen) → Wejherowo - Gossentin (Westpreußen) (wcześniej: Gościcino) → Gościcino Wejherowskie - Lusin (od 1943 - Lintzau) → Luzino - Strebelsdorf (wcześniej: Strzebielino) → Strzebielino Morskie - Groß Boschpol → Bożepole Wielkie - Goddentow-Lanz → Godętowo - Lauenburg (Pommern) → Lębork - Lischnitz → Leśnice - Langeböse → Pogorzelice - Pottangow → Potęgowo - Stresow (Kr. Stolp) → Strzyżyno Słupskie - Hebrondamnitz → Damnica | - Jeseritz → Jezierzyce Słupskie - Stolp → Słupsk - Alt Reblin → Reblino - Zitzewitz → Sycewice - Freetz → Wrześnica - Schlawe → Sławno - Karwitz (Kr. Schlawe) → Karwice - Altwieck → Wiekowo - Schübben-Zanow → Skibno - Köslin → Koszalin - Neuklenz → Niekłonice - Thunow → Dunowo - Nassow (Bz. Köslin) → Nosówko - Kösternitz → Kościernica - Belgard → Białogard - Zarnefanz → Czarnowęsy Pomorskie - Groß Rambin → Rabino - Nelep → Nielep - Schivelbein → Świdwin - Glietzig → Klępnica - Wurow → Worowo - Labes → Łobez - Lessenthin → Lesięcin - Ruhnow → Runowo Pomorskie - Teschendorf → Cieszyno Łobeskie - Freienwalde (Pommern) → Chociwel - Voßberg → Lisowo - Trampke → Trąbki - Pegelow → Gogolewo - Wulkow (Pommern) → Ulikowo - Stargard (Pommern) → Stargard |

## Historia po 1945 r.
W 1945 r. zlikwidowano drugi tor pomiędzy Runowem Pomorskim a Białogardem. W latach 1952–1956 pomiędzy Gdańskiem Głównym a Gdynią Chylonią oddano do użytku linię kolejową biegnącą równolegle do linii 202, dziś oznaczoną jako linia kolejowa nr 250, po której kursuje większość pociągów trójmiejskiej SKM. W 1985 przedłużono tory do Rumi, a w międzyczasie na odcinku Gdańsk Gł. – Wejherowo utworzono kilkanaście nowych przystanków. Od tamtej pory na tym odcinku po torach linii 202 kursują głównie pociągi dalekobieżne. Na początku lat 80. XX w. otwarto jedyny nowy przystanek poza siecią SKM – w Głuszynie.
W 1981 między Gdynią a Stargardem kursowały 4 pary pociągów pospiesznych (w tym Gedania relacji Gdynia – Berlin-Lichtenberg). W późniejszym okresie tę trasę pokonywał jeszcze jeden pociąg, Mare Balticum – obydwa w latach 90. zostały zlikwidowane. Pociągi pospieszne kursowały także między Koszalinem / Słupskiem a Białogardem (w/z kierunku Poznania) i przez Gdańsk (do/z Warszawy). Wśród pociągów osobowych najdłuższą trasę pokonywały 2 pociągi (1 para) kursujące między Stargardem a Gdynią oraz ze/do Stargardu do/ze Słupska (dodatkowo 1 para) i do/z Koszalina (plus 2 pary), a także 1½ pary między Lęborkiem a Białogardem. Pozostałe pociągi osobowe kursowały na różnych odcinkach linii – najwięcej ich było na trasach Lębork-Słupsk, Koszalin-Białogard i Runowo Pomorskie-Stargard.
Po ponad 10 latach od elektryfikacji linii nr 250 rozwieszono sieć trakcyjną na linii 202 nad torami w aglomeracji trójmiejskiej – w październiku 1969 między Gdynią Gł. a Wejherowem oraz w grudniu 1976 z Gdańska Gł. do Gdyni Gł. – a od drugiej połowy lat 80. od Stargardu w kierunku wschodnim:
- w grudniu 1986 do Runowa Pomorskiego,
- w lipcu 1987 do Świdwina,
- w grudniu 1987 do Białogardu,
- w czerwcu 1988 do Koszalina,
- w grudniu 1988 do Słupska,

i pozostały odcinek we wrześniu 1989 między Słupskiem a Wejherowem.

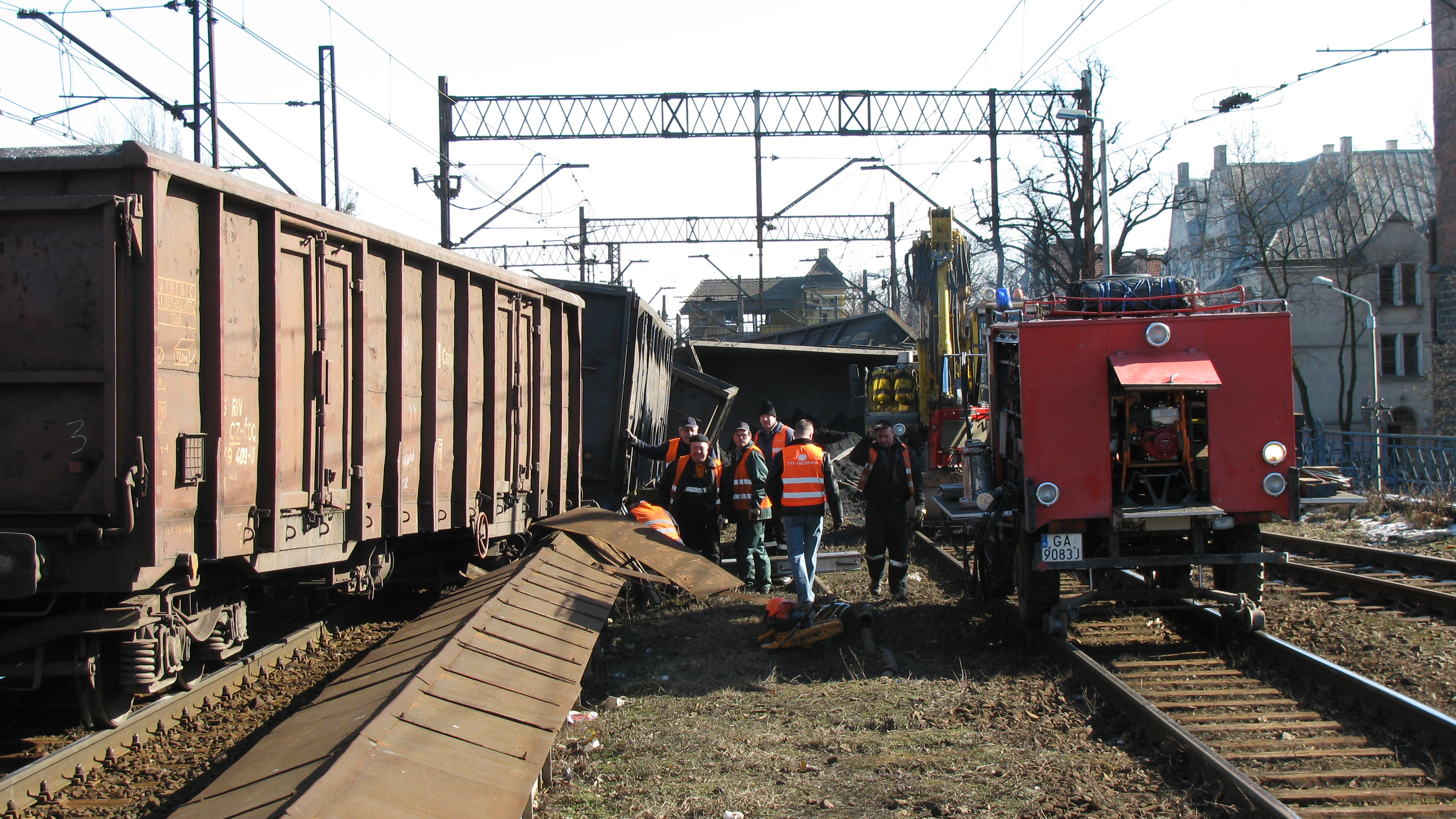
Wykolejony pociąg towarowy na linii nr 202 w Gdańsku Wrzeszczu, 7 marca 2011

W latach 2012–14 zmodernizowano odc. Gdańsk Główny-Gdynia Chylonia. Modernizacja polegała na budowie drugiego toru na odc. Gdynia Główna-Gdynia Chylonia, wymianie urządzeń SRK oraz przebudowie urządzeń SRK i układów torowych. W planach jest modernizacja odc. Gdynia Chylonia-Słupsk. Modernizacja tego odcinka polegać będzie na budowie drugiego toru dalekobieżnego na odcinku Gdynia-Chylonia-Rumia oraz Wejherowo-Słupsk; ponadto powstaną 2 tory aglomeracyjne na odcinku Rumia-Wejherowo. Po modernizacji odcinek Gdynia Chylonia-Słupsk będzie dostosowany do prędkości 160-200 km/h dla ruchu pasażerskiego i 120 km/h dla ruchu towarowego.
19 stycznia 2018 r. podpisano dwie umowy wartości 30 mln zł na wykonanie projektu modernizacji linii na odcinku z Gdyni do Słupska. W ramach prac projektowych linia ma być dostosowana w przyszłości do podniesienia prędkości do 200 km/h, na odcinku Wejherowo - Lębork - Słupsk dobudowany ma być drugi tor, na odcinku Rumia - Wejherowo trzeci i czwarty (dla ruchu SKM), a na odcinku Gdynia Chylonia - Rumia - czwarty (dla pociągów dalekobieżnych). Zaplanowane mają być również bezkolizyjne skrzyżowania linii kolejowej z drogami. Szacowany zakres modernizacji ma pochłonąć ok. 2 mld zł.
Prace projektowe miały zakończyć się pod koniec 2019 roku. Prace budowlane przewidywano pierwotnie na lata 2020-2023. W ramach projektowanej inwestycji zaplanowano budowę pięciu nowych przystanków o roboczych nazwach Reda Buczka (Gniewkowska), Bolszewo, Gościcino Zielony Dwór, Łebień i Siemianice oraz przebudowę 22 stacji i przystanków. Nowe perony powstaną m.in. w Gdyni Chyloni, Rumi, Redzie, Wejherowie, Gościcinie Wejherowskim, Bożympolu Wielkim, Godętowie, Lęborku, Pogorzelicach, Strzyżynie Słupskim, Leśnicach i Słupsku. Ponadto powstanie 18 nowych przejść pod torami, a 7 będzie zmodernizowanych. W ramach inwestycji modernizacji zostanie poddanych 47 mostów i wiaduktów
.
W lutym 2022 PKP PLK ogłosiły przetarg na modernizację odcinka Lębork-Słupsk, mającą przynieść skrócenie czasu podróży o około 10 minut. W ramach prac zmodernizowany zostanie tor istniejący oraz dobudowany tor nr 2. Pojawią się też nowe urządzenia i systemy sterowania ruchem, osiem przejść pod torami z windami (m.in. w Potęgowie i Damnicy). Powstaną nowe przystanki w Runowie i Łebieniu oraz odbudowany zostanie przystanek w Siemianicach.

## Statystyki i podziały linii

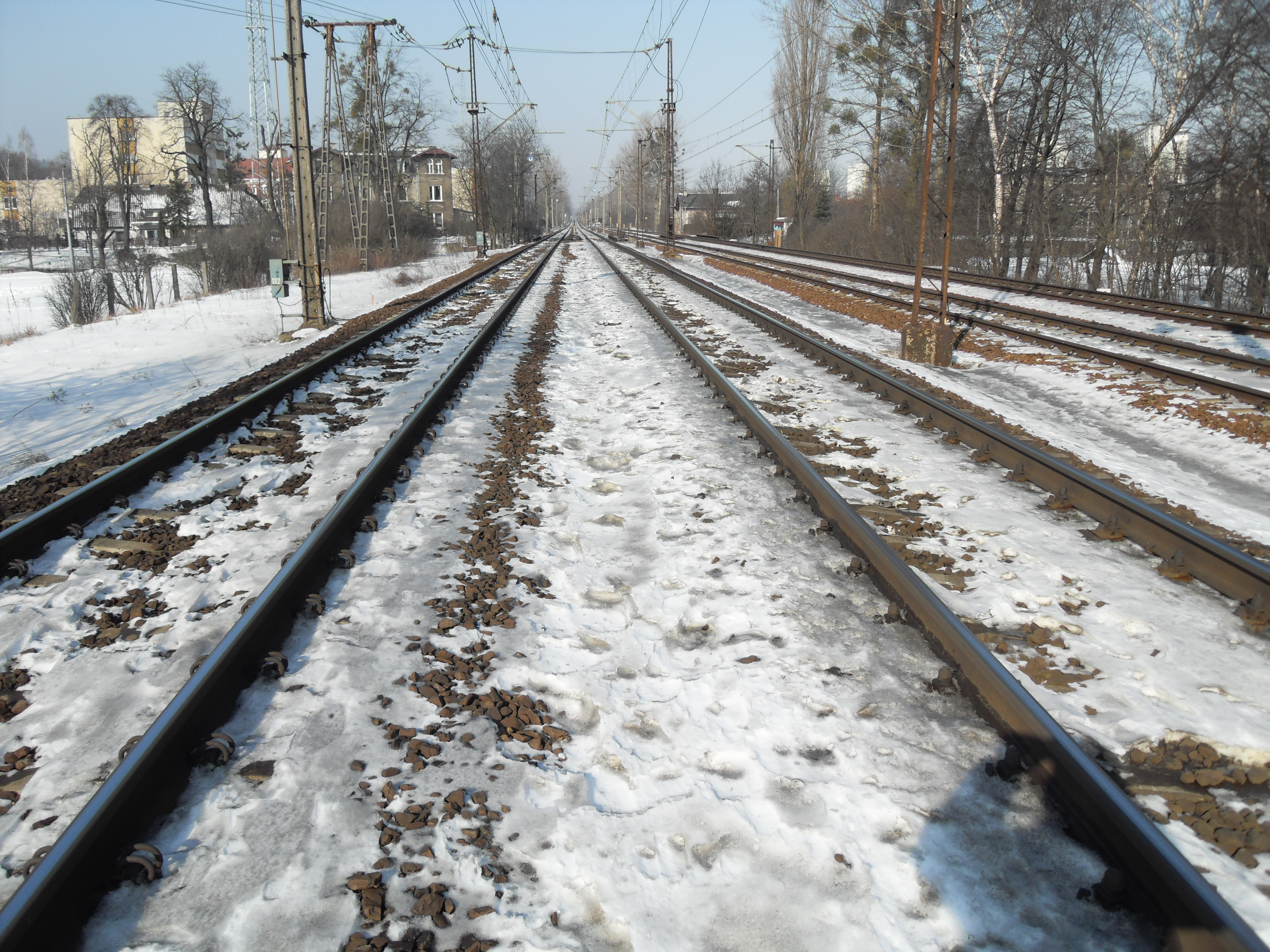
Dwutorowa linia nr 202 w Gdańsku

Maksymalna prędkość pociągów pasażerskich wynosząca co najmniej 100 km/h jest dozwolona na ok. 328 km linii. Największe ograniczenia występowały między Worowem a Łobzem, jednak zostały wyeliminowane. Obecnie najwięcej ograniczeń znajduje się na odcinku Runowo Pomorskie - Chociwel - Trąbki; są to głównie ograniczenia do 100 km/h ze względu na przejazd przez rozjazdy krzyżowe podwójne. Pociągi towarowe mogą rozwijać prędkość 100 km/h tylko na odcinku długości 84,5 km między Gdańskiem Gł. a Lęborkiem; na pozostałej trasie maksymalnie do 80 km/h.
Linia w większości jest jednotorowa, zaś dwutorowa na odcinkach:
- Gdańsk Główny – Gdynia Chylonia (poza krótkim fragmentem w stacji Gdańsk Główny),
- Rumia – Wejherowo,
- Runowo Pomorskie – Stargard.

Minimalny (hipotetyczny) czas przejazdu całej linii z maksymalną dozwoloną prędkością po torze nieparzystym wynosi 2:58 h (szynobusy – średnio 100,6 km/h), 3:08 h dla pasażerskich (śr. 95,4 km/h) oraz 4:10 h dla towarowych (śr. 71,7 km/h).
Porównanie czasu przejazdów dla pociągów osobowych w wybranych latach (wartości uśrednione):

a) pomiędzy Gdańskiem Głównym a Wejherowem (44 km):
| - 1948: ok. 1:40 h - 1951/52: ok. 1:30 h - 1967/68: ok. 1:05 h - 1983/84: ok. 1:10 h | - 1989/90: ok. 1:10 h - 1995/96: ok. 1:10 h - 2002: ok. 1:10 h - 2007: ok. 1:10 h - 2012: ok. 1:10 h |

b) pomiędzy Wejherowem a Słupskiem (87 km):
| - 1948: ok. 2:10 h - 1951/52: ok. 1:55 h - 1967/68: ok. 2:00 h - 1983/84: ok. 1:55 h | - 1989/90: ok. 1:50 h - 1995/96: ok. 1:30 h - 2002: ok. 1:30 h - 2007: ok. 1:25 h - 2012: ok. 1:30 h |

c) pomiędzy Słupskiem a Koszalinem (67 km):
| - 1944/45: ok. 1:30 h - 1948: ok. 1:40 h - 1951/52: ok. 1:20 h - 1967/68: ok. 1:25 h - 1983/84: ok. 1:20 h | - 1989/90: ok. 1:10 h - 1995/96: ok. 1:05 h - 2002: ok. 1:00 h - 2009: ok. 0:50 h - 2012: ok. 0:50 h |

d) pomiędzy Koszalinem a Runowem Pomorskim (90 km):
| - 1944/45: ok. 2:10 h - 1948: ok. 2:10 h - 1951/52: ok. 2:00 h - 1967/68: ok. 2:05 h - 1983/84: ok. 1:50 h | - 1989/90: ok. 1:45 h - 1995/96: ok. 1:30 h - 2002: ok. 1:30 h - 2007: ok. 1:30 h - 2012: ok. 1:20 h - 2015 ok: 1:15 h |

e) pomiędzy Runowem Pomorskim a Stargardem(45 km):
| - 1944/45: ok. 1:00 h - 1948: ok. 1:05 h - 1951/52: ok. 1:00 h - 1967/68: ok. 0:55 h - 1983/84: ok. 0:55 h | - 1989/90: ok. 0:45 h - 1995/96: ok. 0:45 h - 2002: ok. 0:45 h - 2007: ok. 0:45 h - 2012: ok. 0:40 h |

Podział linii według obszarów działania Zakładów Linii Kolejowych spółki PKP Polskie Linie Kolejowe (w nawiasach podano krańcowe stacje):
- od początku linii -0,381 km do 84,15 km (Gdańsk Główny – Lębork): Oddział Regionalny w Gdańsku, Ekspozytura Zarządzania Ruchem Kolejowym w Gdańsku, Zakład Linii Kolejowych w Gdyni;
- od 84,15 km do 298,0 km (Leśnice – Cieszyno Łobeskie): Oddział Regionalny w Szczecinie, Ekspozytura Zarządzania Ruchem Kolejowym w Szczecinie, Zakład Linii Kolejowych w Szczecinie;
- od 298,0 km do końca linii 333,982 km (Chociwel – Stargard): Oddział Regionalny w Szczecinie, Zakład Linii Kolejowych Szczecin.

Numery tabel w rozkładzie jazdy:
- od Gdańska Głównego do Wejherowa – tabela 452,
- od Wejherowa do Lęborka  – tabela 451 (odc. Gdynia Gł. – Wejherowo w skrócie),
- od Lęborka do Stargardu – tabela 380 (odc. Gdańsk Gł. – Lębork w skrócie).

Podział linii według województw:
- od Gdańska Gł. do Sycewic – pomorskie,
- od Wrześnicy do Stargardu – zachodniopomorskie.

## Charakterystyka techniczna
| Wykaz maksymalnych prędkości w km/h                                       | Wykaz maksymalnych prędkości w km/h | Wykaz maksymalnych prędkości w km/h | Wykaz maksymalnych prędkości w km/h | Wykaz maksymalnych prędkości w km/h | Wykaz maksymalnych prędkości w km/h | Wykaz maksymalnych prędkości w km/h | Wykaz maksymalnych prędkości w km/h | Wykaz maksymalnych prędkości w km/h | Wykaz maksymalnych prędkości w km/h |
| ------------------------------------------------------------------------- | ----------------------------------- | ----------------------------------- | ----------------------------------- | ----------------------------------- | ----------------------------------- | ----------------------------------- | ----------------------------------- | ----------------------------------- | ----------------------------------- |
| tor 1                                                                     | tor 1                               | tor 1                               |                                     | odcinek linii                       | odcinek linii                       |                                     | tor 2                               | tor 2                               | tor 2                               |
| pociągi pasażerskie                                                       | szynobusy                           | pociągi towarowe                    | km pocz                             | km końcowy                          | pociągi pasażerskie                 | szynobusy                           | pociągi towarowe                    |                                     |                                     |
| 60                                                                        | 60                                  | 60                                  | -0,381                              | 1,000                               | 60                                  | 60                                  | 60                                  |                                     |                                     |
| 100                                                                       | 100                                 | 100                                 | 1,000                               | 20.030                              | 100                                 | 100                                 | 100                                 |                                     |                                     |
| 60                                                                        | 60                                  | 60                                  | 20.030                              | 21,200                              | 60                                  | 60                                  | 60                                  |                                     |                                     |
| 90                                                                        | 90                                  | 90                                  | 21,200                              | 22,800                              | 90                                  | 90                                  | 90                                  |                                     |                                     |
| 120                                                                       | 120                                 | 100                                 | 22,800                              | 26,545                              | 120                                 | 120                                 | 100                                 |                                     |                                     |
| 120                                                                       | 120                                 | 100                                 | 26,545                              | 29,540                              | odcinek jednotorowy                 | odcinek jednotorowy                 | odcinek jednotorowy                 |                                     |                                     |
| 100                                                                       | 100                                 | 100                                 | 29,540                              | 30,100                              | odcinek jednotorowy                 | odcinek jednotorowy                 | odcinek jednotorowy                 |                                     |                                     |
| 120                                                                       | 120                                 | 100                                 | 30,100                              | 32,539                              | odcinek jednotorowy                 | odcinek jednotorowy                 | odcinek jednotorowy                 |                                     |                                     |
| 120                                                                       | 120                                 | 60                                  | 32,539                              | 35,776                              | 120                                 | 120                                 | 60                                  |                                     |                                     |
| 80                                                                        | 80                                  | 60                                  | 35,776                              | 35,800                              | 100                                 | 100                                 | 60                                  |                                     |                                     |
| 80                                                                        | 80                                  | 60                                  | 35,800                              | 35,817                              | 100                                 | 100                                 | 60                                  |                                     |                                     |
| 80                                                                        | 80                                  | 60                                  | 35,817                              | 35,900                              | 120                                 | 120                                 | 60                                  |                                     |                                     |
| 120                                                                       | 120                                 | 60                                  | 35,900                              | 43,150                              | 120                                 | 120                                 | 60                                  |                                     |                                     |
| 120                                                                       | 120                                 | 100                                 | 43,150                              | 44,509                              | 120                                 | 120                                 | 100                                 |                                     |                                     |
| 120                                                                       | 120                                 | 100                                 | 44,509                              | 49,000                              | odcinek jednotorowy                 | odcinek jednotorowy                 | odcinek jednotorowy                 |                                     |                                     |
| 140                                                                       | 140                                 | 100                                 | 49,000                              | 51,580                              | odcinek jednotorowy                 | odcinek jednotorowy                 | odcinek jednotorowy                 |                                     |                                     |
| 120                                                                       | 120                                 | 100                                 | 51,580                              | 51,620                              | odcinek jednotorowy                 | odcinek jednotorowy                 | odcinek jednotorowy                 |                                     |                                     |
| 140                                                                       | 140                                 | 100                                 | 51,620                              | 54,400                              | odcinek jednotorowy                 | odcinek jednotorowy                 | odcinek jednotorowy                 |                                     |                                     |
| 120                                                                       | 120                                 | 100                                 | 54,400                              | 54,770                              | odcinek jednotorowy                 | odcinek jednotorowy                 | odcinek jednotorowy                 |                                     |                                     |
| 100                                                                       | 100                                 | 100                                 | 54,770                              | 55,400                              | odcinek jednotorowy                 | odcinek jednotorowy                 | odcinek jednotorowy                 |                                     |                                     |
| 140                                                                       | 140                                 | 100                                 | 55,400                              | 59,100                              | odcinek jednotorowy                 | odcinek jednotorowy                 | odcinek jednotorowy                 |                                     |                                     |
| 120                                                                       | 120                                 | 100                                 | 59,100                              | 60,200                              | odcinek jednotorowy                 | odcinek jednotorowy                 | odcinek jednotorowy                 |                                     |                                     |
| 140                                                                       | 140                                 | 100                                 | 60,200                              | 61,950                              | odcinek jednotorowy                 | odcinek jednotorowy                 | odcinek jednotorowy                 |                                     |                                     |
| 120                                                                       | 120                                 | 100                                 | 61,950                              | 63,750                              | odcinek jednotorowy                 | odcinek jednotorowy                 | odcinek jednotorowy                 |                                     |                                     |
| 140                                                                       | 140                                 | 100                                 | 63,750                              | 70,350                              | odcinek jednotorowy                 | odcinek jednotorowy                 | odcinek jednotorowy                 |                                     |                                     |
| 120                                                                       | 120                                 | 100                                 | 70,350                              | 71,250                              | odcinek jednotorowy                 | odcinek jednotorowy                 | odcinek jednotorowy                 |                                     |                                     |
| 140                                                                       | 140                                 | 100                                 | 71,250                              | 75,500                              | odcinek jednotorowy                 | odcinek jednotorowy                 | odcinek jednotorowy                 |                                     |                                     |
| 120                                                                       | 120                                 | 100                                 | 75,500                              | 79,582                              | odcinek jednotorowy                 | odcinek jednotorowy                 | odcinek jednotorowy                 |                                     |                                     |
| 100                                                                       | 100                                 | 100                                 | 79,582                              | 80,290                              | odcinek jednotorowy                 | odcinek jednotorowy                 | odcinek jednotorowy                 |                                     |                                     |
| 120                                                                       | 120                                 | 100                                 | 80,290                              | 84,150                              | odcinek jednotorowy                 | odcinek jednotorowy                 | odcinek jednotorowy                 |                                     |                                     |
| 120                                                                       | 120                                 | 80                                  | 84,150                              | 121,968                             | odcinek jednotorowy                 | odcinek jednotorowy                 | odcinek jednotorowy                 |                                     |                                     |
| 100                                                                       | 100                                 | 80                                  | 121,968                             | 123,137                             | odcinek jednotorowy                 | odcinek jednotorowy                 | odcinek jednotorowy                 |                                     |                                     |
| 120                                                                       | 120                                 | 80                                  | 123,137                             | 130,000                             | odcinek jednotorowy                 | odcinek jednotorowy                 | odcinek jednotorowy                 |                                     |                                     |
| 80                                                                        | 80                                  | 70                                  | 130,000                             | 132,000                             | odcinek jednotorowy                 | odcinek jednotorowy                 | odcinek jednotorowy                 |                                     |                                     |
| 120                                                                       | 120                                 | 80                                  | 132,000                             | 145,555                             | odcinek jednotorowy                 | odcinek jednotorowy                 | odcinek jednotorowy                 |                                     |                                     |
| 120                                                                       | 120                                 | 80                                  | 145,555                             | 157,000                             | odcinek jednotorowy                 | odcinek jednotorowy                 | odcinek jednotorowy                 |                                     |                                     |
| 100                                                                       | 100                                 | 70                                  | 157,000                             | 159,000                             | odcinek jednotorowy                 | odcinek jednotorowy                 | odcinek jednotorowy                 |                                     |                                     |
| 120                                                                       | 120                                 | 80                                  | 159,000                             | 268,116                             | odcinek jednotorowy                 | odcinek jednotorowy                 | odcinek jednotorowy                 |                                     |                                     |
| 100                                                                       | 100                                 | 80                                  | 268,116                             | 270,266                             | odcinek jednotorowy                 | odcinek jednotorowy                 | odcinek jednotorowy                 |                                     |                                     |
| 120                                                                       | 120                                 | 80                                  | 270,266                             | 287,642                             | odcinek jednotorowy                 | odcinek jednotorowy                 | odcinek jednotorowy                 |                                     |                                     |
| 120                                                                       | 120                                 | 80                                  | 287,642                             | 289,100                             | 120                                 | 120                                 | 70                                  |                                     |                                     |
| 120                                                                       | 120                                 | 70                                  | 289,100                             | 298,000                             | 120                                 | 120                                 | 70                                  |                                     |                                     |
| 120                                                                       | 120                                 | 80                                  | 298,000                             | 304,948                             | 120                                 | 120                                 | 80                                  |                                     |                                     |
| 100                                                                       | 100                                 | 80                                  | 304,948                             | 306,930                             | 100                                 | 100                                 | 80                                  |                                     |                                     |
| 120                                                                       | 120                                 | 80                                  | 306,930                             | 315,873                             | 120                                 | 120                                 | 80                                  |                                     |                                     |
| 100                                                                       | 100                                 | 80                                  | 315,873                             | 317,833                             | 100                                 | 100                                 | 80                                  |                                     |                                     |
| 120                                                                       | 120                                 | 80                                  | 317,833                             | 325,349                             | 120                                 | 120                                 | 80                                  |                                     |                                     |
| 100                                                                       | 100                                 | 80                                  | 325,349                             | 327,334                             | 100                                 | 100                                 | 80                                  |                                     |                                     |
| 120                                                                       | 120                                 | 80                                  | 327,334                             | 332,472                             | 120                                 | 120                                 | 80                                  |                                     |                                     |
| 100                                                                       | 100                                 | 80                                  | 332,472                             | 333,982                             | 100                                 | 100                                 | 80                                  |                                     |                                     |
| nie zawiera ograniczeń z Wykazu Ostrzeżeń Stałych Stan na 31 grudnia 2022 |                                     |                                     |                                     |                                     |                                     |                                     |                                     |                                     |                                     |